# Mladen Vuković
Mladen Vuković (Split, 22. rujna 1958.), hrvatski novinar i književnik podrijetlom iz Imotskoga. 

## Životopis
Rođen je 22. rujna 1958. u Splitu. Maturirao je na imotskoj gimnaziji, diplomirao na Fakultetu za vanjsku trgovinu u Zagrebu. Dvije godine je radio u službama za privredu Općine Imotski i pisao u više novina. Bio je glavni i odgovorni urednik dvotjednika Imotska krajina od 1984. do 1990. godine. Danas je urednik kulture Hrvatskog radija - Radio Splita. Surađuje u više časopisa. Uređuje prvi hrvatski internetski šaljivi list Čvoka. Bavi se i fotografijom. Više mu je pjesama uglazbljeno. Na radiju su mu izvedene četiri komedije. Od 1991. uređuje humorističnu emisiju Kad se smijah, tad i bijah koja je doživjela više od tisuću izdanja. Uvršten je u više zbornika i antologija, stihovima zastupljen u udžbeniku hrvatskog jezika za osmi razred osnovne škole (Hrvatska krijesnica, Ljevak, 2008.).

## Djela
Objavio je knjige humora i stihova za djecu: Epidemijagrami (Užice, 1988., Split-Mostar, 1999.), Neonske aureole (Rijeka, 1990.), Čaj s ledom (Split, 1992.), Ima u meni nešto (Split, 1994.), Divlji uradak (Split, 1996.), Brzac (Imotski, 2001., 2008., 2013.), Naopako-obrnuto (Split-Nin, 2002.), Stotina istina Tina (Split, 2002.), Imotska kolajna (Imotski, 2004.), Amenovanje (Zagreb, 2017.). 
Priredio je izbore humora i poezije Antologija hrvatskog aforizma (Imotski, 1993.), Hrvatski epigram (Split, 1994.), Pobratimstvo lica u nemiru - Pjesnici Tinu Ujeviću 1; 2 (Split, 2000.; 2005.), Imotska nova lirika (suautor Ivica Šušić, Split-Imotski, 2001.), More vedrine (suautor Drago Maršić, Split, 2004.), Naša velečasna maslina (Split, 2006.), Odsjaji kaštelanske duše (Kaštela, 2007.), Vedri Vidra (Split-Dubrovnik, 2008.), Ante Bruno Bušić - Bard i mučenik hrvatskog državotvorja (Imotski, 2008.), Magare gre u raj (Split, 2013.), Šimićevska preobraženja (Grude – Imotski, 2017.), Asanaginica iz Zabiokovlja (suautor Stipan Bakota, Imotski, 2018.). 
U Rumunjskoj mu je objavljen izbor hrvatskog aforizma Aforismul croat contemporan (Petroşani, 2013.). Aforizmi su mu prevođeni na engleski, talijanski, španjolski, rumunjski, makedonski i arapski jezik.
Član je Društva hrvatskih književnika, Društva hrvatskih književnika Herceg Bosne, Matice hrvatske, HKD Napredak (i predsjednik splitske podružnice od lipnja 1999. do lipnja 2010. godine) i drugih kulturnih udruga.

## Nagrade
Za svoj novinarski i kulturni rad nagrađen je brojnim priznanjima te godišnjom osobnom Nagradom Splitsko-dalmatinske županije 2008. godine te Nagradom Hrvatske radio televizije 2010. godine. Za aforizme je dobio nagradu Zlatna puntina u Blatu na Korčuli 2009. godine te međunarodnu nagradu NAJI NAAMAN za kreativnost u aforistici 2012. u Libanonu.